# Tangente hiperbólica

Gráfico da função cotangente hiperbólica.

A tangente hiperbólica é uma função hiperbólica. É obtida a partir da razão entre o seno hiperbólico e o cosseno hiperbólico, de forma similar à relação trigonométrica da tangente. É representado por {\displaystyle {\text{tgh}}(x)} ou {\displaystyle \tanh(x)} e expresso matematicamente por:
{\displaystyle \tanh(x)={\operatorname {senh} (x) \over \cosh(x)}={{e^{x}-e^{-x} \over 2} \over {e^{x}+e^{-x} \over 2}}}
Que, por fim, resulta em:
{\displaystyle \tanh(x)={e^{x}-e^{-x} \over {e^{x}+e^{-x}}}={\frac {e^{2x}-1}{e^{2x}+1}}}

## Características
O domínio da função está definido para {\displaystyle (-\infty ,+\infty )} e seu contradomínio fica definido para o intervalo {\displaystyle (-1,1)}. A função apresenta uma assíntota horizontal em {\displaystyle y=-1} e em {\displaystyle y=1}.

### Derivada
A derivada da função é:
{\displaystyle {\frac {\mathrm {d} }{\mathrm {d} x}}\tanh x=1-\,\mathrm {tanh} ^{2}x={\frac {1}{\cosh ^{2}x}}=\operatorname {sech} ^{2}x}

### Identidades trigonométricas
A função tangente hiperbólica, como demonstra o teorema de adição, pode-se ser sintetizada como:
{\displaystyle \tanh(\alpha +\beta )={\frac {\tanh \alpha +\tanh \beta }{1+\tanh \alpha \,\tanh \beta }}}
De modo que quando {\displaystyle \alpha =\beta }, temos
{\displaystyle \tanh(2\alpha )={\frac {2\tanh \alpha }{1+\tanh ^{2}\alpha }}}
De modo similar, podemos encontrar
{\displaystyle \tanh(\alpha -\beta )={\frac {\tanh \alpha -\tanh \beta }{1-\tanh \alpha \,\tanh \beta }}}